# Municipio de Pleasant (condado de Jerauld)
El municipio de Pleasant (en inglés: Pleasant Township) es un municipio ubicado en el condado de Jerauld en el estado estadounidense de Dakota del Sur. En el año 2010 tenía una población de 60 habitantes y una densidad poblacional de 0,65 personas por km².

## Geografía
El municipio de Pleasant se encuentra ubicado en las coordenadas 
Según la Oficina del Censo de los Estados Unidos, el municipio tiene una superficie total de 91.69 km², de la cual 90,93 km² corresponden a tierra firme y (0,83 %) 0,76 km² es agua.

## Demografía
Según el censo de 2010, había 60 personas residiendo en el municipio de Pleasant. La densidad de población era de 0,65 hab./km². De los 60 habitantes, el municipio de Pleasant estaba compuesto por el 100 % blancos. Del total de la población el 0 % eran hispanos o latinos de cualquier raza.